# Marko Ljubinković
Marko Ljubinković (7 de Dezembro de 1981, Belgrado, Sérvia) é um futebolista sérvio que atualmente joga no FC Vaslui da Romênia.

## Títulos
- Copa Intertoto da UEFA: 2008